# Rivière Saint-Père
Pour les articles homonymes, voir Saint-Père.
La rivière Saint-Père est un affluent de la rive est de la rivière Wetetnagami coulant dans Senneterre, dans la municipalité régionale de comté (MRC) de La Vallée-de-l'Or, dans la région administrative de l’Abitibi-Témiscamingue, au Québec, au Canada.
Cette rivière traverse successivement les cantons de Saint-Père et de Moquin. La foresterie constitue la principale activité économique du secteur ; les activités récréotouristiques, en second.
La vallée de la rivière Saint-Père est desservie par la route forestière (sens est-ouest) passant au nord du lac Wetetnagami et une autre du côté sud passant dans la Réserve de biodiversité-du-Lac-Wetetnagami.
La surface de la rivière Saint-Père est habituellement gelée du début novembre à la mi-mai, toutefois la circulation sécuritaire sur la glace se fait généralement de la mi-novembre à la mi-avril.

## Géographie

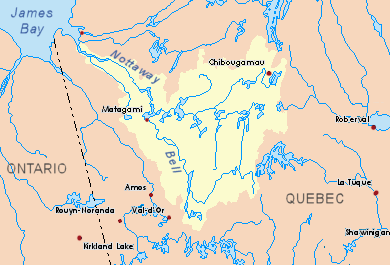
Bassin hydrographique de la rivière Nottaway.

Les bassins versants voisins de la rivière Saint-Père sont :
- côté nord : rivière Wetetnagami, lac Nicobi, rivière Nicobi, rivière Opawica ;
- côté est : rivière au Panache, rivière Fortier, rivière Macho, lac Maceres ;
- côté sud : lac Saint-Père, rivière Wetetnagami], rivière Macho ;
- côté ouest : rivière O'Sullivan, rivière Wetetnagami, lac Wetetnagami.

 
La rivière Saint-Père prend naissance dans Senneterre, à l'embouchure du lac Saint-Père (longueur : 8,4 km ; largeur maximale : 2,3 km ; altitude : 401 m).
L’embouchure du lac Saint-Père est située dans Senneterre à :
- 12,8 km au sud-est de l’embouchure de la rivière Saint-Père ;
- 51,9 km au sud de l’embouchure de la rivière Wetetnagami ;
- 72,4 km au sud de l’embouchure de la rivière Nicobi ;
- 118,4 km au sud de la confluence de la rivière Opawica et de la rivière Chibougamau ;
- 68,4 km au sud-est du centre du village de Lebel-sur-Quévillon ;
- 128,6 km au sud-est de l’embouchure du lac au Goéland.

 
À partir de l'embouchure du lac Saint-Père, la rivière Saint-Père coule sur 28,8 km selon les segments suivants :
- 2,6 km vers l'ouest, jusqu’à la décharge d’un lac (venant du sud) ;
- 11,0 km vers le nord, en formant une courbe vers l'ouest, jusqu’à la limite sud du Canton de Moquin ;
- 7,5 km vers le nord dans le canton de Moquin, jusqu’à la décharge (venant de l’est) du Lac de la Jonction ;
- 7,7 km vers l'ouest, jusqu'à sa confluence avec le Lac Wetetnagami[2].

La rivière Saint-Père se déverse au fond d’une petite baie sur la rive est du lac Wetetnagami lequel est traversé par la rivière Wetetnagami ; cette dernière se décharge dans le lac Nicobi. Ce dernier constitue le lac de tête de la rivière Nicobi. Cette dernière s’écoule vers le nord pour se décharge sur la rive sud-est de la rivière Opawica. Cette dernière remonte à son tour vers le nord jusqu’à sa confluence avec la rivière Chibougamau ; cette confluence constituant la source de la rivière Waswanipi. Le cours de cette dernière coule vers l'ouest et traverse successivement la partie nord du lac Waswanipi, le lac au Goéland et le lac Olga, avant de se déverser dans le lac Matagami lequel se déverse à son tour dans la rivière Nottaway, un affluent de la Baie de Rupert (Baie James).
La confluence de la rivière Saint-Père avec le lac Wetetnagami est située à :
- 41,6 km au sud de l’embouchure de la rivière Wetetnagami ;
- 62,8 km au sud de l’embouchure de la rivière Nicobi ;
- 86,9 km au sud de l’embouchure de la rivière Opawica ;
- 96,5 km au nord-est du centre-ville de Parent ;
- 59,0 km à l'est du centre du village de Lebel-sur-Quévillon ;
- 73,8 km à l'ouest d’une baie du Réservoir Gouin.

## Toponymie
Le terme Saint-Père constitue un patronyme de famille d'origine française. À différentes époques de l’histoire, ce territoire a été occupé par les Attikameks, les Algonquins et les Cris.
Le toponyme rivière Saint-Père a été officialisé le 5 décembre 1968 à la Commission de toponymie du Québec, soit lors de sa création.